# بیمینستر
latitudeبیمینسترlongitudeبیمینستر
بیمینستر (به انگلیسی: Beaminster) یک منطقهٔ مسکونی در انگلستان است که در جنوب غربی انگلستان واقع شده‌است.

## خصوصیات
بیمینستر ۳٬۰۹۰ نفر جمعیت دارد.